# Xarxa polimèrica interpenetrada
Una xarxa polimèrica interpenetrada (o IPN, de l'anglès interpenetrating polymer network) és un tipus de polímer. És format per dues o més xarxes que estan com a mínim parcialment entrellaçades a escala polimèrica, però sense formar enllaços covalents entre elles.
Per a formar una IPN cal que, d'una banda, els polímers siguin capaços de formar xarxes, és a dir, que els monòmers han de tenir com a mínim tres punts d'unió, ja que en cas contrari s'aconsegueixen únicament polímers lineals. Per altra banda, els mecanismes de formació d'aquests polímers han de ser diferents entre ells, ja que només així es pot aconseguir la formació simultània de dues cadenes autònomes.